# Freilichtmuseum Scherzenmühle

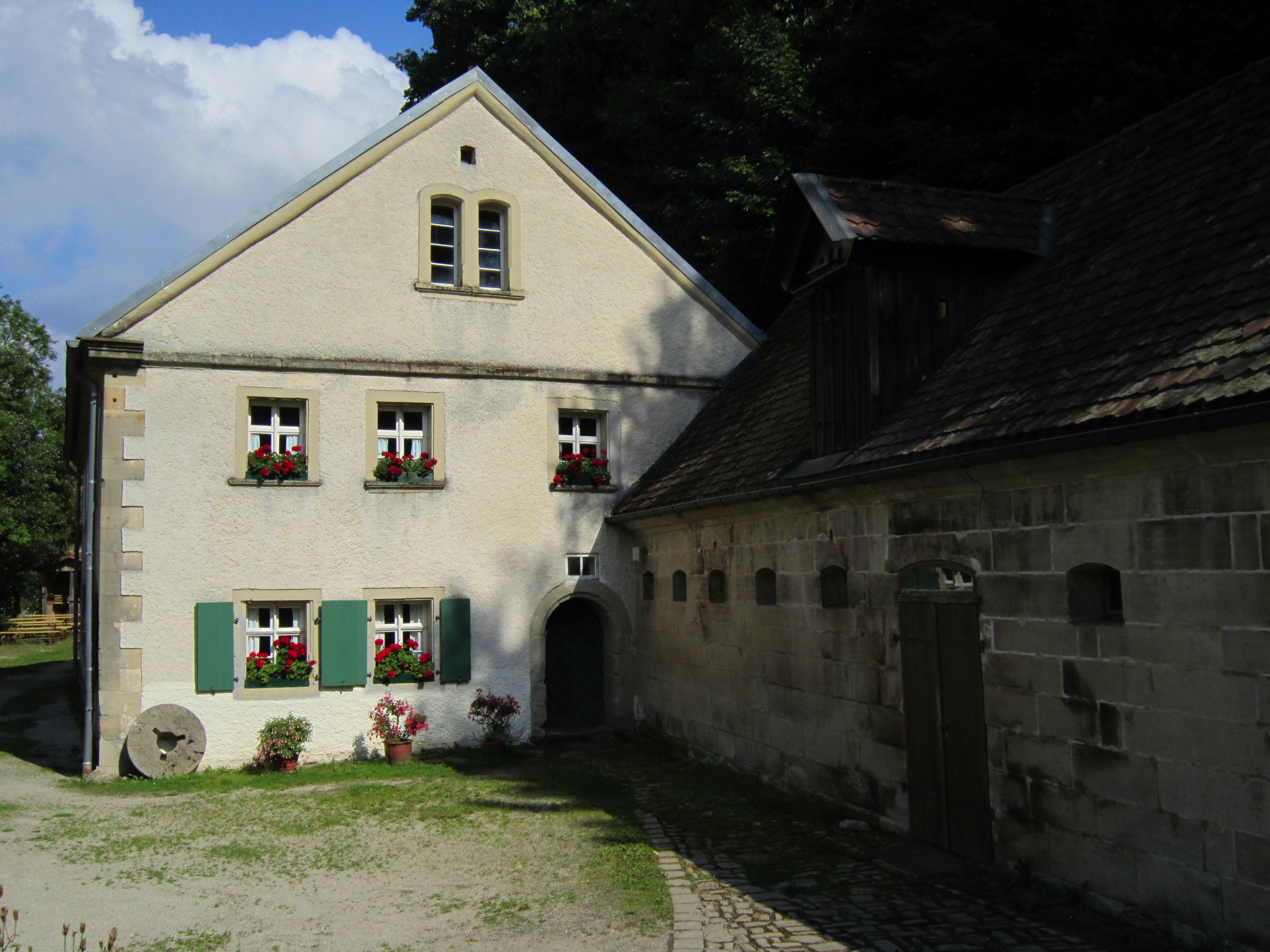
Ansicht der Scherzenmühle

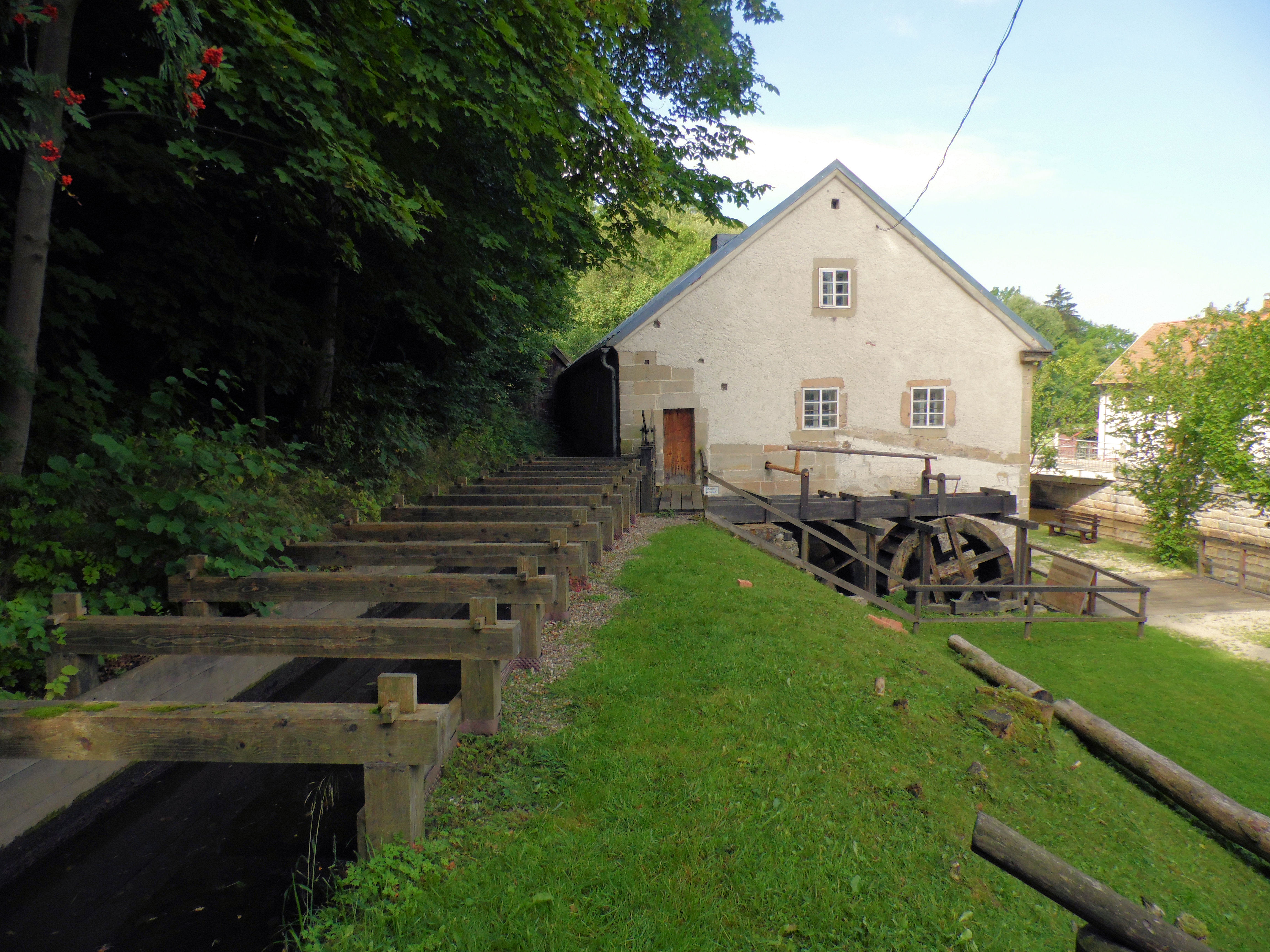
Gebäuderückseite mit Kanal und Mühlrädern

Das Freilichtmuseum Scherzenmühle ist ein vom Fichtelgebirgsverein im oberfränkischen Markt Weidenberg im Landkreis Bayreuth betriebenes Freilichtmuseum. Die denkmalgeschützte Scherzenmühle ist eine funktionstüchtige Getreidemühle in historischen Räumen mit volkskundlichem Inventar.
Der Fichtelgebirgsverein, Ortsgruppe Weidenberg, übernahm 1986 die baufällige Mühle und führte eine umfassende Sanierung durch. Seit 1991 ist die Mühle für Besucher geöffnet. Neben den regulären Öffnungszeiten finden in der Mühle Feste und Veranstaltungen statt. Bei Schaumahlgängen kann man das oberschlächtige Wasserrad und die angeschlossene Mechanik zur Herstellung von Vollkornmehl beobachten. Dem Hauptgebäude sind ehemalige Stallungen angeschlossen, hinter der Mühle befindet sich eine Scheune, in der überwiegend landwirtschaftliche Gerätschaften ausgestellt sind.